# Cotoneaster wattii
Cotoneaster wattii är en rosväxtart som beskrevs av Gerhard Klotz. Cotoneaster wattii ingår i släktet oxbär, och familjen rosväxter. Inga underarter finns listade i Catalogue of Life.